# Одіссея 5
«Одіссея 5» (англ. Odyssey 5) — канадський науково-фантастичний телесеріал 2002-2004 років, який вперше демонструвався у телемережі Showtime (США) і на телеканалі Space (Канада).
Телесеріал транслювався по Cadena 3 ((Мексика), Sci Fi Channel (США) в США, extreme tv в Португалії, Mega Channe (Греція), ТВ 3 в Естонії і AXN Sci Fi в Румунії, Польщі та Болгарії.
Одіссея 5 є дітищем Менні Кото, який був сценаристом та виконавчим продюсером. Через свій вебсайт та у інтерв'ю Кото висловив зацікавленість у поверненні серіалу, проте остаточно цього не сталося.
Теглайн серіалу: «Земля може бути темніше, ніж простір».

## Сюжет
Команда астронавтів на космічному шатлі стає свідками загибелі Землі. Врятовані таємничим кіберрозумом, вони дізнаються, що всі галактичні цивілізації спіткала та ж доля. Але у астронавтів є шанс врятувати світ. Для цього вони повинні відправитися в минуле і з'ясувати, що послужило причиною вибуху.
У пошуках відгадки на це питання керівнику експедиції Чаку Таггарту та іншим учасникам команди «Одіссея 5» доведеться зіткнутися з дивною штучною істотою, яка має розумові здібності - Левіафаном і його численними втіленнями. Спроби друзів змінити майбутнє не завжди закінчуються успішно — іноді буває досить одного невірного кроку, щоб зробити велику помилку. Тоді замість того, щоб врятувати світ, вони ризикують потрапити в пастку невразливих синтетичних людей чи опинитися в полоні власної пам'яті.

## Ролі
- Пітер Веллер — Чак Таггерт, командувач місією «Одіссея» та лідер групи, коли вони потрапляють назад у минуле.
- Себастьян Роше — Курт Мендель, лауреат Нобелівської премії з генетики, чий атеїстичний світогляд та гедоністичні тенденції часто приносять комедійний присмак історії.
- Крістофер Горхем — Ніл Таггерт, син Чака. Наймолодший космонавт NASA, у віці 22 років він досяг успіху, де його старший брат Марк зазнав невдачі. Він постійно має справу з наслідками свого свідомого дорослішання.
- Тамара Мері Вотсон — Анґела Перрі, астронавт, яка знепритомніла, коли Земля була знищена. Пробудившись після подорожі в часі, внаслідок дезорієнтації вона мало не спалилася в атмосфері. Після повернення події минулого сильно змінять її майбутнє.
- Леслі Сільва — Сара Форбс, репортер, яка познайомилася з командою Одіссеї в 2007 році та повернулася у часі разом із нею. Намагається врятувати свого померлого сина від раку.
- Джина Клейтон — Пейдж Таггерт, мати, яка намагається повірити, що її чоловік і син є мандрівниками в часі.

## Виробництво
Серіал був знятий у Торонто, Онтаріо, Канада.
Чак Таггерт розшифровує ключове слово в першій серії: LEVIATHAN. Пітер Веллер (грає Чака Таггерта) знімався в трилері на морську тематику під назвою Левіафан.

### Алюзії
У 2 серії програміст згадує комп'ютер з фільму Космічна одіссея 2001 року (1968).

## Сприйняття
Оцінка на сайті IMDb — 7,6/10.